# Amoozemeter
L'Amoozemeter è un permeametro compatto a carico costante, strumento che consente di effettuare misure in situ di conducibilità idraulica satura (Ksat) ad una determinata profondità dal piano di campagna mediante la predisposizione di un foro di piccolo diametro. La misura che si ottiene è una combinazione della conducibilità verticale ed orizzontale della superficie bagnata del foro.
L'Amoozemeter è una singola unità costituita da 5 componenti fondamentali:
1. Quattro tubi a carico costante: la loro funzione è di mantenere la pressione dell'acqua nel fondo del foro costante durante tutto l'arco della prova. All'interno di ogni tubo sono presenti due ulteriori tubicini d'aria di piccolo diametro. Questi ultimi, sono tutti fissati ad una certa profondità che non può essere modificata eccetto che in un caso: nel primo tubo a carico costante. In esso infatti, uno dei due tubicini può essere alzato o abbassato manualmente: ciò consente di poter variare il carico da impartire all'acqua nel foro scavato nel terreno.

1. Un serbatoio d'acqua: esso è posto nella parte centrale dello strumento per mantenere il centro di massa al centro dell'unità e contiene fino a quattro litri di acqua. Può essere ricaricato anche nel corso della prova, senza modificarne il risultato.

1. Un serbatoio per la misura del flusso: questo tubo della capacità di circa un litro, consente l'osservazione delle variazioni del livello d'acqua nel foro e quindi del tasso di assorbimento del terreno tramite una scala numerica di misura in millimetri posta di lato al cilindro.

1. Unità di dissipazione dell'acqua: questa unità consente una distribuzione uniforme del flusso d'acqua all'interno del foro, causando pertanto un disturbo irrilevante alle pareti. Il collegamento di questa unità è assicurato sia con il serbatoio principale, sia con il tubo per la misura del flusso e anche con una speciale valvola a tre vie.

1. Valvola a tre vie: presenta appunto tre differenti posizioni. Tramite esse, può essere spento il flusso d'acqua all'unità di dissipazione, può essere aperto il collegamento sia del serbatoio principale sia del tubo per la misurazione del flusso oppure può essere aperto unicamente il collegamento di quest'ultimo. Le tre posizioni sono denominate rispettivamente OFF, 2-ON o 1-ON. La posizione 1-ON si utilizza preferibilmente in terreni a bassa permeabilità come argille o limi mentre, per terresi sabbioso-limosi, è più opportuna la soluzione 2-ON a causa del maggiore quantitativo d'acqua necessario per l'esecuzione della prova.

Per una situazione ideale (materiale omogeneo ed isotropo non soggetto a cambiamento delle caratteristiche con il tempo), la velocità di flusso nella zona insatura sotto un carico costante decresce gradualmente con il tempo fino ad arrivare ad un valore costante chiamato velocità di flusso stazionario.
Da quest'ultimo valore, per mezzo dell'equazione di Glover, si ricava il valore di permeabilità satura Ksat. 
La soluzione di Glover è:
Ksat = sinh-1(H/r)-[(H/r)2+1]1/2+r/H/(2H)2*Q
Dove
- H = altezza acqua in foro
- r  = raggio del foro
- Q = velocità di flusso stazionario.

L'equazione di Glover è raccomandata quando la distanza fra il fondo del foro e un possibile strato impermeabile sottostante è maggiore di 2H. È necessario inoltre, che il livello H si mantenga costante durante la prova.